# Numero d'onda
In fisica il numero d'onda {\displaystyle {\bar {\nu }}} è il numero di oscillazioni di un'onda nell'unità di lunghezza e corrisponde quindi al reciproco della lunghezza d'onda:
{\displaystyle {\bar {\nu }}={\frac {1}{\lambda }}}
La sua unità di misura nel sistema Internazionale è il metro alla meno uno, m−1; viene anche spesso impiegato il suo multiplo cm−1.
Per un'onda non-dispersiva il numero d'onda è proporzionale alla frequenza:
{\displaystyle {\bar {\nu }}={\frac {f}{v}}}
dove {\displaystyle v} è la velocità di propagazione dell'onda. In particolare per le onde elettromagnetiche che si propagano nel vuoto, la velocità è {\displaystyle c} e l'espressione diventa:
{\displaystyle {\bar {\nu }}={\frac {f}{c}}}
Il numero d'onda è anche proporzionale all'energia della radiazione (in forza di {E} = {h}{f}).
{\displaystyle E=hc{\bar {\nu }}}
In spettroscopia vibrazionale, ovvero IR e Raman, le posizioni dei segnali vengono solitamente definite in numeri d'onda [cm−1].
Infatti tenendo conto dell'importante relazione della fisica: {\displaystyle \lambda \,\nu =c}  otteniamo che il numero d'onda è uguale a: frequenza espressa in hertz / velocità della luce {\displaystyle c}.
In questo modo in spettroscopia le frequenze delle transizioni vengono espresse direttamente in numeri d'onda sull'asse delle ascisse in cm−1 dividendo l'effettiva frequenza in hertz per la velocità della luce espressa in cm/s.
Per le energie per passare da E(J) al suo corrispondente numero d'onda (o energia espressa in cm−1) basta semplicemente dividere per {\displaystyle hc} dove {\displaystyle h} è la costante di Planck.
Il numero d'onda è strettamente legato al vettore d'onda, una grandezza vettoriale che trova largo impiego in sismologia, meccanica quantistica, fisica dello stato solido e diffrazione dei raggi X. Il suo modulo viene talvolta chiamato numero d'onda angolare o costante di propagazione, ed è uguale al numero d'onda moltiplicato per {\displaystyle 2\pi }.